# Gravures rupestres de Suède
Les gravures rupestres de Suède ont été réalisées au cours d’une période comprise entre le VIe millénaire av. J.-C. et -500.

## Localisations
- Norrköping, Östergötland (E)
- Kyrkoryk, au sud de Jönköping (F)

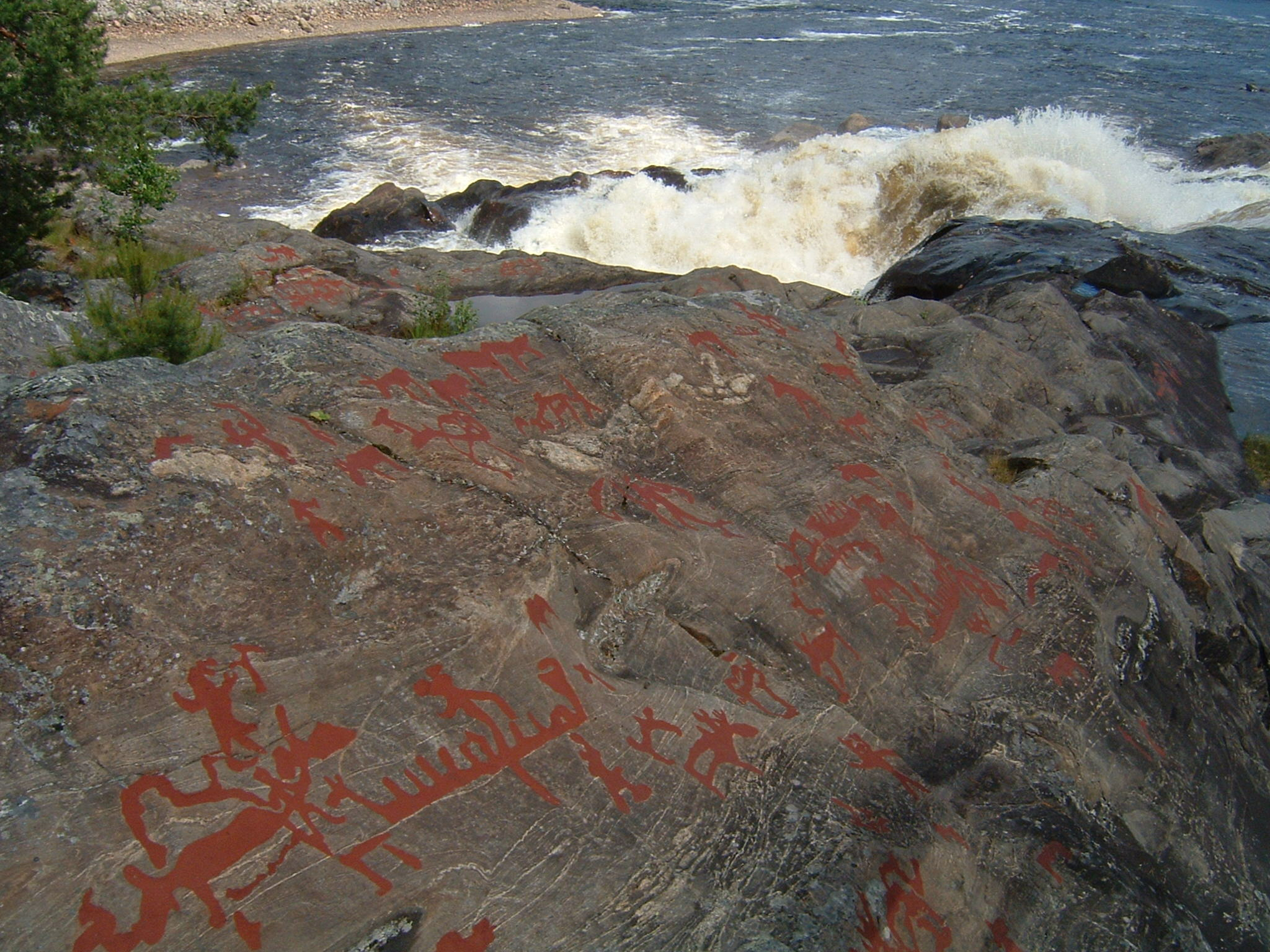
Nämforsen, Ångermanland

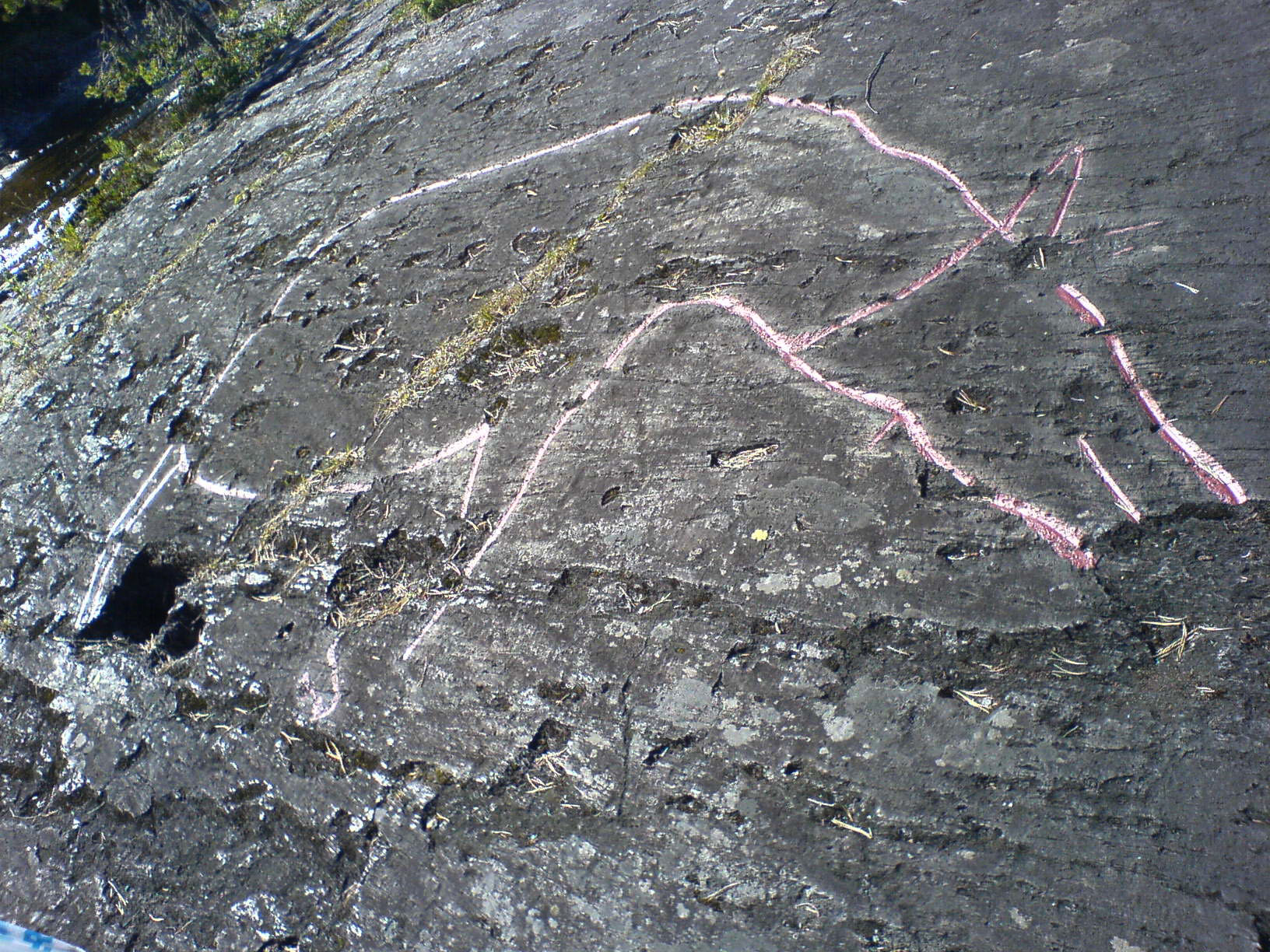
Les pétroglyphes de Gärde, Jämtland

- Sagaholm, au sud de Jönköping   (F)
- Fåglum (70 traces de pieds)
- Klintastenen, Smedby, Öland (H)
- Hägvide, Gotland  (I)
- Härstad, Småland
- Utrike, Småland
- Glösa, Jämtland Z)
- Möckleryd, Blekinge (K)
- Tanum,
- Jörlov, à environ dix kilomètres au nord-est de 10 kilomètres de Strömstad, Comté de Västra Götaland, et à deux kilomètres de Massleberg  (O)
- Flyhov
- Hästholmen, sur la côte est du lac Vättern, à environ cinq kilomètres de Ödeshög, Östergötland  (E)
- Högsbyn, à neuf kilomètres au nord de Håverud, près du lac Råvarpen, Dalsland (O)
- Jätteberget, sur la route de Göteborg à Karlstad et au sud de Lödöse, à Alvhem, Comté de Västra Götaland (0)
- Kville
- Bredaör, Tombe royale de Kivik, Skåne (M)
- Järrestad, Skåne (M)
- Nämforsen, Ångermanland (Y)
- Gärde, Jämtland ('Z)
- Ruändan, Norrland
- Tuna, Uppland
- Boglösa, Uppland

### Carte de la Suède

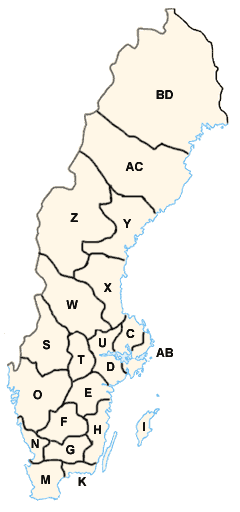
Carte de la Suède

Les 21 comtés suédois, län en suédois, (et leurs chefs-lieux) :
- AB - Stockholm (Stockholm)
- AC - Västerbotten (Umeå)
- BD - Norrbotten (Luleå)
- C - Uppsala (Uppsala)
- D - Södermanland (Nyköping)
- E - Östergötland (Linköping)
- F - Jönköping (Jönköping)
- G - Kronoberg (Växjö)
- H - Kalmar (Kalmar)
- I - Gotland (Visby)
- K - Blekinge (Karlskrona)
- M - Skåne (Malmö)
- N - Halland (Halmstad)
- O - Västra Götaland (Göteborg)
- S - Värmland (Karlstad)
- T - Örebro (Örebro)
- U - Västmanland (Västerås)
- W - Dalarna (Falun)
- X - Gävleborg (Gävle)
- Y - Västernorrland (Härnösand)
- Z - Jämtland (Östersund)

## Ensembles comparables de gravures
- Gravures rupestres de Norvège

## Gravures rupestres dans le monde
- Pétroglyphe
- Vallée des Merveilles (France)
- Gravures rupestres du Sud-oranais